# Diplomatické dopady války v Pásmu Gazy
Válka v Pásmu Gazy, započatá v říjnu 2023, vyvolala diplomatickou krizi, přičemž mnoho zemí po celém světě silně reagovalo na konflikt, který ovlivnil dynamiku regionálních vztahů. Dvě země (Bolívie a Belize) přerušily diplomatické styky s Izraelem, osm dalších povolalo své velvyslance ke konzultacím. Konflikt také vyústil v obnovené zaměření na dvoustátní řešení probíhajícího izraelsko-palestinského konfliktu – od začátku války uznalo Stát Palestina dalších 10 států.
V časech pokračujícího konfliktu v Pásmu Gazy, Paraguay 12. prosince 2024 znovu otevřela v Jeruzalémě velvyslanectví a uznala Jeruzalém za hlavní město Izraele.

## Vyjednávání o příměří (2023)

### Prvotní snahy OSN a vyjednání dočasného příměří v listopadu 2023

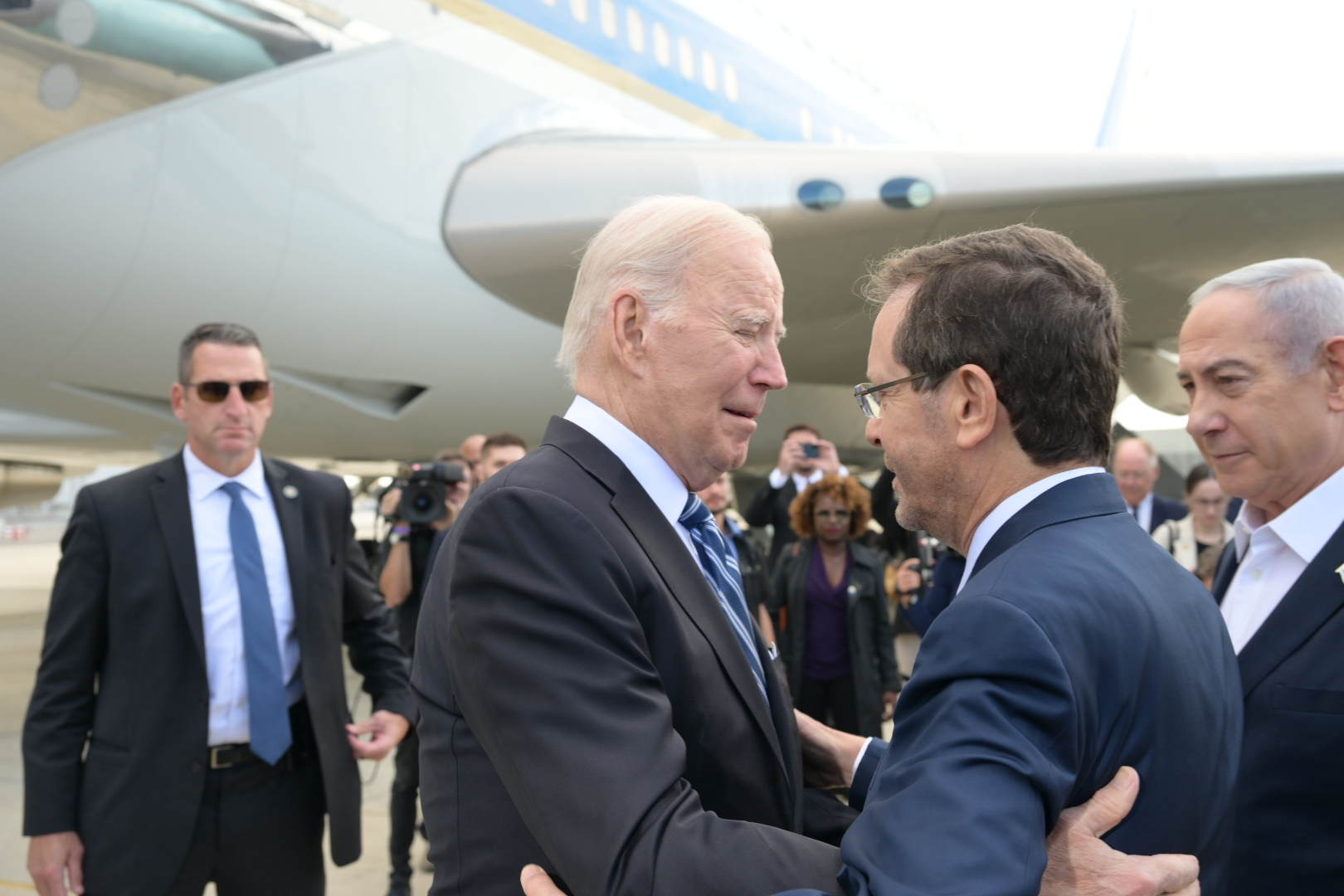
Americký prezident Joe Biden se po příletu do Izraele setkává s izraelským premiérem Benjaminem Netanjahuem a prezidentem Jicchakem Herzogem dne 18. října 2023

Dne 12. prosince 2023 bylo Česko jednou z 10 zemí, které hlasovaly proti rezoluci OSN požadující zastavení bojů v Gaze a propuštění všech rukojmích

Dne 24. října 2023 vyzval generální tajemník OSN António Guterres k příměří mezi stranami konfliktu. Následovalo hlasování Valného shromáždění OSN o rezoluci k okamžitému příměří, která získala podporu 121 zemí, 44 se zdrželo a 14 hlasovalo proti, včetně Izraele, USA, Česka, Maďarska, Rakouska a Chorvatska.
Dne 21. října se v Káhiře konal Summit pro mír, jehož cílem byla deeskalace konfliktu. Palestinský prezident Mahmúd Abbás zdůraznil, že Palestinci nebudou vyhnáni ze své země, za což se postavily i další arabské země, včetně Egypta.
Dne 27. října Valné shromáždění OSN přijalo další rezoluci, tentokrát předloženou arabskými státy, vyzývající k humanitárnímu příměří, kterou podpořilo 121 zemí. Proti bylo 14 států, včetně Izraele, USA a Česka.
Navzdory odmítání obou stran ohledně ustoupení z požadavků na příměří bylo mezi 24. listopadem a 1. prosincem 2023 vyjednáno dočasné příměří, během něhož Hamás propustil část izraelských rukojmích a Izrael pustil na svobodu některé palestinské vězně a zadržené osoby.

### Vyjednání propuštění části rukojmích (listopad 2023)

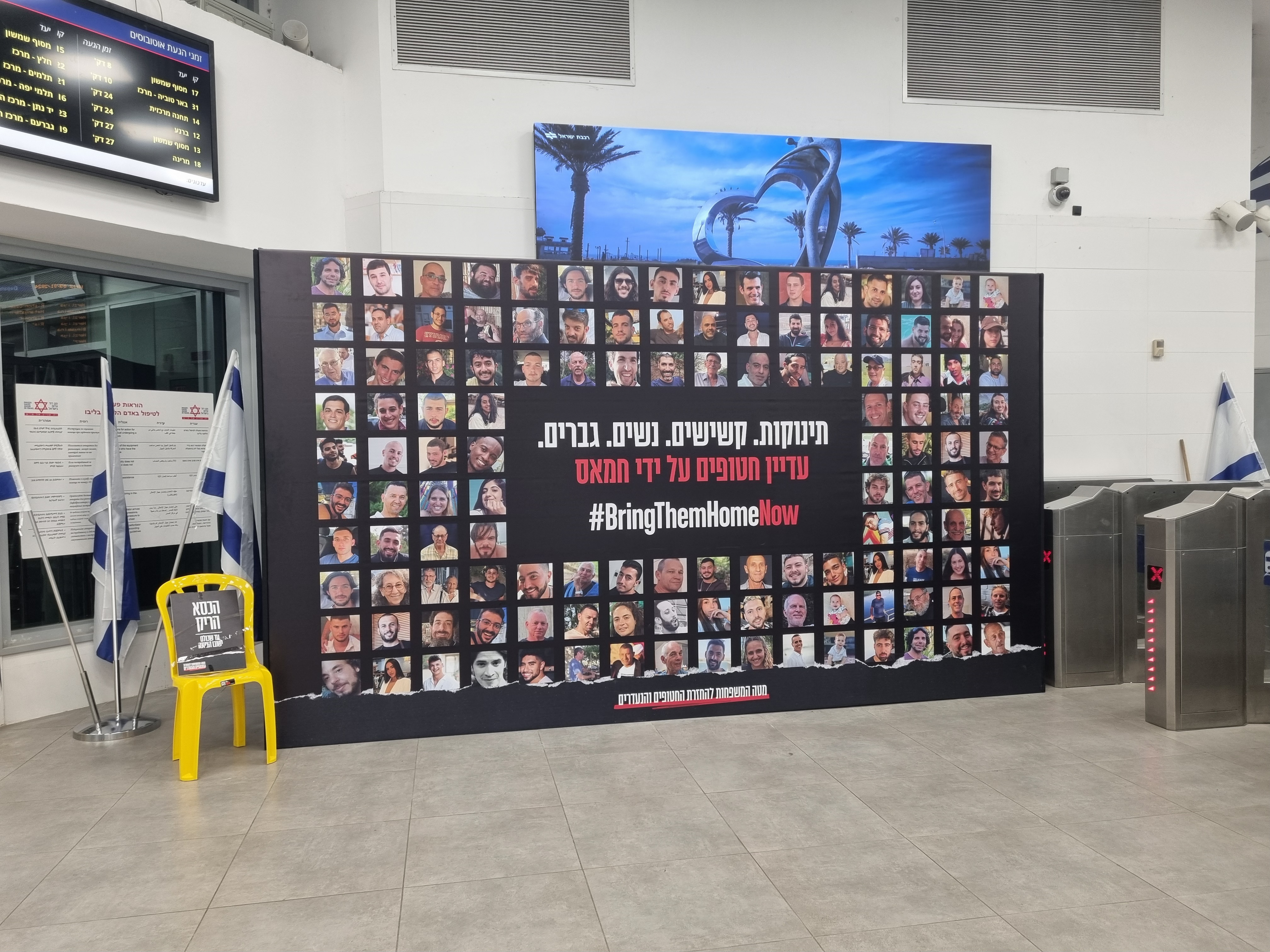
Plachta s fotografiemi unesených izraelských rukojmí zachycená v lednu 2024 v Aškelonu

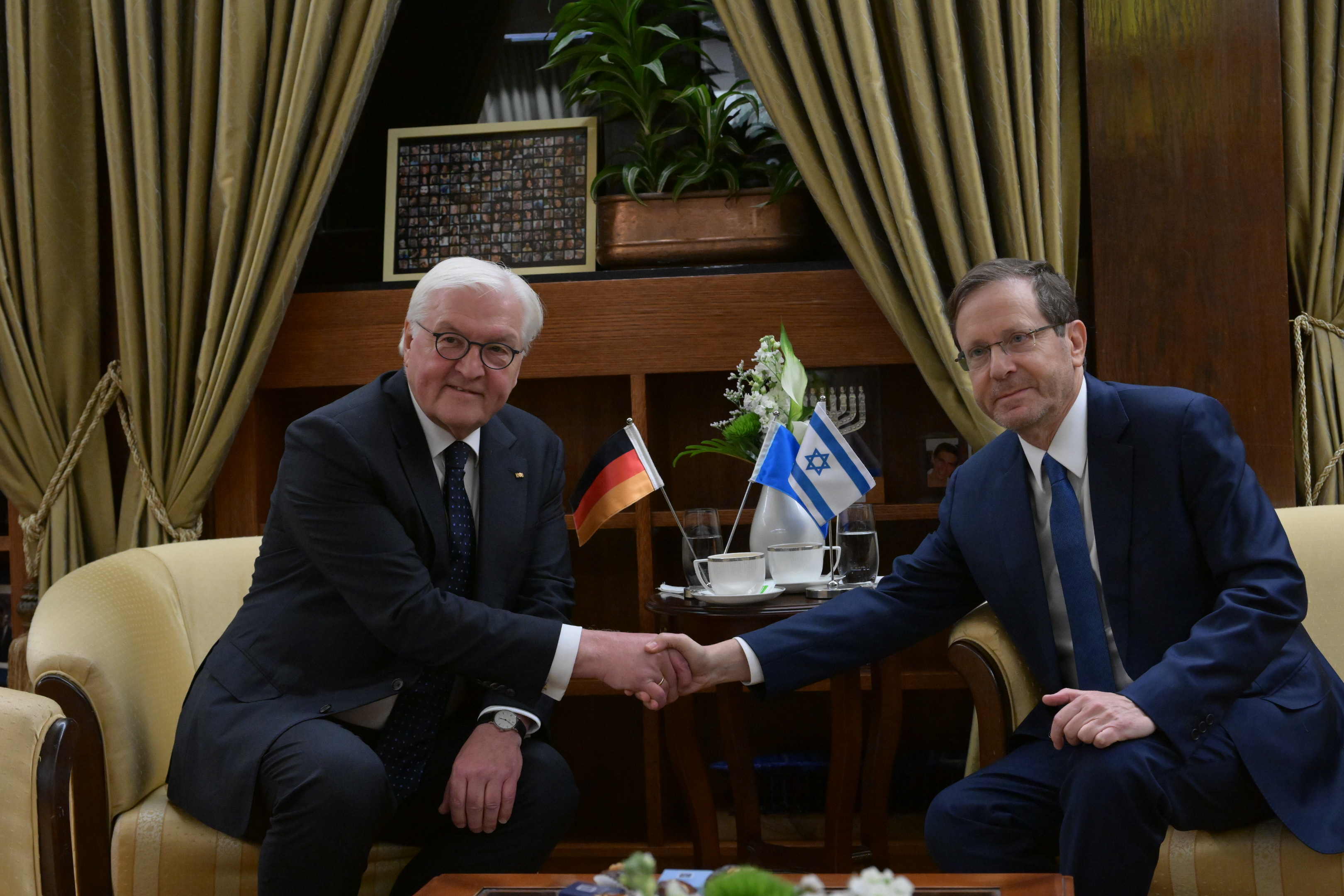
Izraelský prezident Herzog a německý prezident Frank-Walter Steinmeier v Izraeli dne 26. listopadu 2023

Podle médií dne 9. října 2023 zahájil Katar ve spolupráci s USA zprostředkovaná jednání mezi Izraelem a Hamásem o propuštění izraelských rukojmích výměnou za palestinské ženy a děti zadržované Izraelem. Izrael tyto rozhovory popřel. 16. října jednal předseda Hamásu Ismáíl Haníja v Istanbulu s tureckými představiteli o propuštění rukojmích. Po několika dnech vyjednávání, které zprostředkovaly Egypt, Katar a USA, byla 22. listopadu dosažena dohoda o příměří a propuštění zadržených osob, kterou schválil izraelský premiér Netanjahu.
Dne 24. listopadu Hamás propustil 24 rukojmích, včetně 13 Izraelců, 10 Thajců a 1 Filipínce, výměnou za 39 palestinských vězňů. Thajci a Filipínec byli propuštěni na základě separátního vyjednávání vedeného Íránem. Mezitím do Gazy dorazila humanitární pomoc. Další propuštění rukojmích pokračovalo i v následujících dnech. Příměří bylo prodlouženo do 1. prosince.
Celkově během listopadu 2023 Izrael propustil 240 palestinských vězňů a Hamás 105 civilních rukojmích.

## Vyjednávání o příměří (2024–2025)

### Jednání o dohodě z Paříže (únor až květen 2024)
V únoru 2024 se diplomaté USA, Izraele, Kataru a Egypta setkali v Paříži, kde vyjednávali o formalitách dočasného šestitýdenního příměří. Začátkem března začalo jednání o dohodě v Káhiře, kterého se účastnili i zástupci Hamásu, ale izraelská delegace se jich nezúčastnila, protože neobdržela požadovaný seznam žijících rukojmích a podmínek výměny. Hamás a Izrael se navzájem obvinili z nedostatečné spolupráce a jednání skončila bez výsledku.
Dne 18. března 2024 začala jednání v Dauhá, kde Izrael zastupoval šéf Mosadu, David Barnea. Izraelská vláda však do konce měsíce delegaci z jednání stáhla, když Hamás předložil podle ní nepřijatelné požadavky. Hamás naopak obvinil Izrael, že nehledá smírčí cesty a příměří klade překážky. V dubnu se konalo další kolo jednání v Káhiře, kde Hamás trval na podmínkách trvalého příměří, včetně stažení izraelské armády z Pásma Gazy, poskytnutí humanitární pomoci a výměny vězňů. Izrael návrh odmítl s tím, že Hamás nepřijal izraelský návrh, protože neobsahoval stažení armády, a obvinil arabské mediátory z nedostatečného tlaku na Hamás.
V dubnu 2024 představitel Hamásu Chalíl al-Hajja uvedl, že by hnutí složilo zbraně a mohlo by se stát řádnou politickou stranou, pokud vznikne palestinský stát v hranicích před rokem 1967, což do té doby politický program Hamásu odmítal. Na začátku května 2024 pokračovala jednání v Káhiře, kde Hamás opět požadoval záruky pro trvalý mír a stažení izraelské armády z Pásma Gazy, což Izrael odmítl. Hamás nakonec přistoupil na upravený návrh Egypta o třífázovém příměří, který zahrnoval obnovu Pásma Gazy, návrat vysídlencýh Palestinců a výměnu vězňů. Izrael však návrh odmítl, protože neodpovídal předchozím dohodám. Hamás navíc požadoval záruky, které by mohly vést k propuštění členů Hamásu, kteří se podíleli na teroristických útocích, a dále na konec války již v první fázi příměří, což Izrael odmítl. Dohoda byla nakonec zamítnuta. Později se ukázalo, že některé změny v předložené dohodě učinil Egypt, coby zprostředkovatel, již před předáním návrhu Hamásu.

### Jednání o dohodě představené prezidentem Joe Bidenem (červen až červenec 2024)
Na přelomu května a června 2024 americký prezident Joe Biden představil třífázovou dohodu o příměří, kterou vyjednaly USA, Izrael, Egypt a Katar. První fáze zahrnovala šest týdnů úplného příměří, stažení izraelských sil z Gazy, propuštění rukojmích a výměnu vězňů. Palestinští civilisté by se vrátili do Gazy a humanitární pomoc by se zvýšila. Po uplynutí první fáze mělo následovat vyjednávání o trvalém příměří a stažení izraelských vojsk. Ve třetí fázi by byla zahájena rekonstrukce Pásma Gazy. Delegace Izraele i Hamásu dohodu přivítaly, ale izraelský premiér Netanjahu krátce nato odmítl trvalé příměří bez zničení Hamásu. K tomu se připojili představitelé krajně pravicových stran v izraelské vládě, kteří hrozili pádem koalice, pokud by byla dohoda přijata.
V polovině června Hamás předložil zprostředkovatelům podmínky pro úpravu harmonogramu fází. Izraelská delegace to ale považovala za faktické odmítnutí dohody. Na začátku července Hamás předložil upravené připomínky, které Izrael označil za pozitivní, protože otevřely cestu k dalším jednáním. Hamás následně učinil několik ústupků umožňujících přijetí amerického návrhu dohody. Netanjahu však následně stanovil nové nepřekročitelné podmínky, včetně možnosti pokračování války, zákazu působení Hamásu v severní části Pásma Gazy a zamezení pašování zbraní z Egypta, což opět zpomalilo vyjednávání. Nakonec ještě přibyl požadavek Netanjahua na trvalou přítomnost izraelské armády v Rafahu a v tzv. Filadelfském koridoru na hranici s Egyptem.
V červenci palestinské politické strany a frakce, včetně Hamásu a Fatahu, podepsaly dohodu v Pekingu o budoucí prozatímní vládě národního usmíření pro Pásmo Gazy. Dne 31. července byl při bombovém útoku v Teheránu zabit šéf politického křídla Hamásu Ismáíl Haníja, což vedlo k přerušení jednání o příměří a eskalaci konfliktu s Íránem, který slíbil odvetu. Po Haníjově smrti byl novým politickým šéfem Hamásu Jahjá Sinvár, který požadoval zastavení izraelské ofenzivy coby projev vůle k jednání. USA se aktivně zapojily do deeskalace konfliktu s Íránem a dosáhly odložení odvety na srpen, pokud by nedošlo k přijetí dohody o příměří mezi Izraelem a Hamásem. Hamás se však protestně nezúčastnil srpnových jednání v Dauhá. Nicméně zprostředkovatelé plánovali setkání s Hamásem po oficiálních jednáních.

### Spory o tzv. Filadelfský koridor a zablokování jednání (srpen až říjen 2024)
V polovině srpna 2024 již podeváté od vypuknutí války navštívil Izrael americký ministr zahraničí Antony Blinken a po jednání s premiérem Netanjahuem oznámil, že Izrael podpořil nový tzv. překlenovací návrh příměří. Plán, představený následně v Káhiře, však překvapivě narazil na výhrady obou stran. Izrael nadále trval na dlouhodobé přítomnosti armády v tzv. Filadelfském koridoru a na hlavní cestě do severní části pásma, což Hamás odmítl.  Jednání v Káhiře skončila bez výsledku.
Na konci srpna izraelská vláda schválila Netanjahuův požadavek na trvalou přítomnost vojáků v koridoru; proti byl jen ministr obrany Jo'av Galant. Ten obvinil premiéra z blokace dohody a upřednostnění vojenských cílů před propuštěním rukojmích. Netanjahu následně 5. listopadu Galanta odvolal, čímž vyvolal protesty veřejnosti. Galant byl nahrazen ministrem zahraničí Jisra'elem Kacem.
V září izraelská vláda předložila USA nový návrh příměří, založený na jediné fázi: propuštění všech rukojmích výměnou za palestinské vězně a zajištění bezpečného exilu pro lídra Hamásu Jahju Sinvára. Návrh nebyl konzultován s izraelskou diplomacií a vyjednávači jeho přijetí Hamásem považovali za nepravděpodobné. Podle zprávy The Wall Street Journal z října 2024 byla Sinvárovi již na počátku války nabídnuta možnost opustit Pásmo Gazy výměnou za povolení Egyptu jednat jménem Hamásu. Sinvár to odmítl a deklaroval, že počítá se svou smrtí, zároveň instruoval katarské vyjednávače, aby nepřistupovali na příměří, neboť měl ůvěřit, že vysoký počet civilních obětí posílí mezinárodní tlak na Izrael.

### Vyjednávání po zabití špiček Hamásu (od října 2024)
Po zabití Jahji Sinvára v říjnu 2024 vyjádřili představitelé USA naději, že se otevřela nová možnost pro uzavření příměří. Americký ministr zahraničí Antony Blinken opět navštívil Izrael a vyzval premiéra Netanjahua k ukončení války. V té době se konala jednání v katarském Dauhá, kde se šéf Mosadu David Barnea setkal se zprostředkovateli z USA a Kataru a diskutoval o možnosti menší dohody o propuštění rukojmích. Egypt mezitím představil návrh na dvoudenní příměří, při kterém by došlo k výměně čtyř izraelských rukojmích za palestinské vězně. Tento návrh však vzbudil odpor mezi krajně pravicovými izraelskými ministry. Hamás se vyjádřil, že je otevřen dalšímu vyjednávání.
V říjnu ředitel CIA William Joseph Burns představil návrh na 28denní příměří včetně výměny rukojmích, ale Hamás to odmítl s tím, že pořaduje trvalé příměří. Izraelská vláda na americký návrh neodpověděla, a někteří komentátoři tvrdili, že Netanjahu čeká na výsledky amerických prezidentských voleb. V listopadu 2024 vyhrál Donald Trump a oznámil, že si přeje rychlé vítězství Izraele a ukončení války. Po zvolení se s Netanjahuem několikrát spojil, aby diskutovali o míru na Blízkém východě a vztazích s Íránem.
Po uzavření příměří mezi Izraelem a Hizballáhem v listopadu, Hamás prohlásil, že je také připraven k jednání o příměří a výměně zajatců. 28. listopadu egyptská delegace dorazila do Izraele, aby projednala nový návrh dohody. Pro zvýšení nátlaku na rychlé přijetí dohody volal Netanjahuovi jak dosluhující americký prezident Joe Biden, tak zvolený prezident Donald Trump. Podle amerických zdrojů byl Hamás ochoten přijmout dočasnou přítomnost izraelské armády v pohraničním koridoru.

### Vyjednání dohody o příměří 2025
V prosinci 2024 se zprostředkovatelé snažili dosáhnout kompromisu mezi Izraelem a Hamásem, ale obě strany se stále nedokázaly dohodnout. Hamás obviňoval Izrael z neustálých nových požadavků, zatímco Izrael tvrdil, že Hamás opakovaně „činí potíže“. Koncem prosince a začátkem ledna 2025 byly jednání v Kataru považována za přínosná, zatímco izraelská armáda zintenzivnila bombardování cílů v Pásmu Gazy. Hamás nakonec schválil seznam 34 rukojmích k propuštění v první fázi příměří, ale izraelská vláda tvrdila, že jde o starý seznam, který byl původně předložen již v červenci 2024.
V lednu 2025 bylo přistoupeno k závěrečné fázi jednání. Ovšem krajně pravicoví ministři jako Itamar Ben Gvir nebo Becal'el Smotrič kritizovali blížící se dohodu a opět hrozili odchodem z vlády. Podle zpráv izraelských médií měl Smotrič od premiéra Netanjahua výměnou za pokračující podporu vlády získat příslib podpory v dalším rozmachu izraelských osad na Západním břehu Jordánu. Dne 15. ledna 2025 oznámil katarský premiér Muhammad bin Abdar Rahmán Sání, že Izrael a Hamás přistoupili na dohodu o příměří, která měla začít platit 19. ledna, a zahrnovala propuštění 33 izraelských rukojmích a asi 1000 palestinských vězňů. Podle dokumentů však Izrael měl propustit až 1900 palestinských vězňů. Z nich bylo 730 odsouzeno za terorismus, z toho 250 až 300 na doživotí. Dále šlo přes 1100 obyvatel Pásma Gazy zatčených po 8. říjnu 2023. Hamás dohodu oficiálně přijal.
Před hlasováním o dohodě v izraelské vládě, 16. ledna, se krajně pravicoví ministři uvnitř vlády obávali ztráty voličské podpory, což vedlo k odkladu hlasování. Ke schválení dohody vládou následně vyzval izraelský prezident Herzog. Izraelská vláda uvedla, že oficiálním důvodem odkladu je obava z nedodržení dohdoy ze strany Hamásu, nicméně Netanjahu současně čekal na jasné stanovisko koaličních partnerů k setrvání vlády po případném přijetí dohody. Téhož dne večer ministr Itamar Ben Gvir prohlásil, že jeho strana odejde z vlády, pokud bude dohoda přijata.
Dne 17. ledna byla dohoda oficiálně podepsána delegáty v Dauhá. Následně byla schválena izraelským bezpečnostním kabinetem, přičemž krajně pravicové strany hlasovali proti. 18. ledna následovalo schválení vládou, přičemž krajní pravice byla proti a část ministři za ortodoxní strany se jednání opustili kvůli šabatu (nicméně se vyjádřili pro přijetí dohody). Pro hlasovalo 24 ministrů, proti osm, jeden ministr (Šlomo Kar'i z Likudu se hlasování neúčastnil). Z Likudu proti hlasovali David Amsalem a Amichaj Šikli. Proti dále hlasovali ministři za strany Židovská síla (Itamar Ben Gvir, Jicchak Wasserlauf a Amichaj Elijahu) a Národní náboženská strana-Náboženský sionismus (Becal'el Smotrič, Orit Strook a Ofir Sofer).
Příměří mělo začít 19. ledna ráno, ale kvůli zpoždění dodání seznamu rukojmích Izrael jeho platnost odložil. Konečně 19. ledna krátce před polednem vstoupilo příměří v platnost, poté co Hamás oznámil jména rukojmích k propuštění. Následně strana Židovská síla opustila vládu (po třech měsících, po obnovení bojů, se ale do vlády vrátila).
V té době zvolený americký prezident Donald Trump uvedl, že přijetí dohody o příměří ze strany Izraele prosadil jeho vyslanec pro Blízký východ Steve Witkoff. Dosluhující americký prezident Joe Biden ale upozornil na to, že dojednaná dohoda měla stejné obrysy jako jeho dohoda předložená již v květnu 2024. Biden řekl, že na diplomatické úrovni s Trumpem od jeho zvolení v listopadu 2024 na vyjednání příměří spolupracoval.

### Příměří 2025
Dne 19. ledna 2025 Hamás podle dohody začal s propuštěním rukojmích, kdy byly propuštěny první tři ženy. Izrael vzápětí na oplátku propustil devadesát žen a mladistvých palestinských vězňů. Šlo o zatčené občany okupovaného Západního břehu Jordánu a Východního Jeruzaléma. Mezi nimi byla například vězněná palestinská politička Chálida Džarrár. Výměny během první fáze příměří probíhaly periodicky. V následujících dnech do Pásma Gazy dorazily nižší tisíce kamionů s humanitární pomocí.
Dne 25. ledna Hamás propustil čtyři izraelské vojačky, Izrael následně uvolnil 200 palestinských vězňů. Dne 27. ledna Hamás předal seznam 33 izraelských rukojmích, z nichž 25 bylo stále naživu. 30. ledna následovalo propuštění dalších rukojmích výměnou za 110 vězňů, mezi nimiž byl i Zakaríjá Zubajdí, bývalý velitel Brigád mučedníků od Al-Aksá, vojenského křídla hnutí Fatah.
Dne 1. února byla otevřen hraniční přechod v Rafahu, což umožnilo převoz humanitární pomoci i zraněných osob. V únoru pokračovala výměna rukojmích za vězně, přičemž 15. února bylo propuštěno 369 vězňů, ale došlo také k napětí, když Hamás odložil propouštění dalších rukojmích kvůli obviněním z porušování dohody ze strany Izraele. Izrael s Hamásem se následně domluvili na pokračování příměří. Izrael se zavázal navýšit vpouštění humanitárních dodávek. Dne 21. února Hamás vydal těla čtyř zemřelých rukojmích, což vyvolalo spor ohledně jejich smrti. Dne 22. února byla výměna dalších rukojmích odložena kvůli požadavkům Izraele na zrušení propagačních ceremoniálů Hamásu při předávání rukojmích. 27. února výměny pokračovaly.
V únoru 2025 Netanjahu odvolal hlavního vyjednavače, šéfa Mosadu, Davida Barnea. Ten byl nahrazen členem vlády Ronem Dermerem. Obdobně byl z vyjednavačského týmu odvolán i šéf služby Šin bet Ronen Bar. Oba prosazovali dosažení propuštění rukojmí i za cenu ukončení války před zničením Hamásu, což byl vojenský cíl vlády.
Původní první fáze příměří vypršela 1. března 2025. Během této fáze bylo propuštěno 33 izraelských rukojmích a více než 1700 palestinských vězňů (mezi nimi bylo 120 žen a dětí). K jednáním o druhé fázi příměří nedošlo.
Během první fáze příměří mělo dle původní dohody dojít k vyjednávání o druhé fázi. K tomu ale nedošlo. Až na konci února Egypt oznámil zahájení jednání. Izrael ovšem namísto druhé fáze navrhl prodloužení první fáze o dalších 42 dní. Druhá fáze předpokládala stažení izraelské armády z Pásma Gazy a dlouhodobé přerušení bojů. I proto Hamás prodloužení odmítl a trval na původně dojednaných podmínkách druhé fáze příměří. Spojené státy americké, prostřednictvím vyslance amerického prezidenta pro Blízký východ Stevea Witkoffa, následně předložily návrh na dočasné příměří, které by platilo během muslimského postního měsíce ramadán a židovského svátku pesach. Návrh byl v podstatě prodloužením první fáze, takže Izrael s ním souhlasil, zatímco Hamás ho odmítl. Izrael v reakci zastavil přísun mezinárodní humanitární pomoci a elektřiny do Pásma Gazy. Hamás to označil za vydírání.

### Porušení příměří 2025
V noci na 18. března 2025 Izrael provedl masivní letecké nálety na Pásmo Gazy, při kterých zemřely stovky lidí a další stovky byly zraněny. Šlo o vážné porušení klidu zbraní a ohrožení příměří. Zprostředkovatelé z Kataru a Egypta tyto útoky odsoudily a vyzvaly Izrael, aby se vrátil k jednáním o pokračování příměří. Koncem března Izrael rozšířil ofenzívu i na jih pásma, když znovu vstoupi do Rafahu. Ministr obrany Jisra'el Kac současně pohrozil anexí částí Pásma Gazy a realizací plánu Donalda Trumpa na vysídlení Palestinců, pokud Hamás nepropustí zbývající rukojmí. Hamás mezitím odsouhlasil návrh příměří předložený Egyptem a Katarem. Podle něj mělo dojít k další výměně vězňů a padesátidennímu příměří.
V dubnu 2025 se novým americkým velvyslancem v Izraeli stal republikán Mike Huckabee, který dříve popíral existenci palestinského národa a podporoval kroky k izraelské anexi palestinských území.
V květnu 2025 Izrael souhlasil s návrhem dočasného příměří, který vypracoval americký vyslanec Steve Witkoff. Podle médií nový návrh počítal s propuštěním deseti živých rukojmích a vydáním 18 těl výměnou za 60denní klid zbraní a propuštění stovek palestinských vězňů. Součástí návrhu má být také obnovení dodávek humanitární pomoci prostřednictvím agentur OSN. Nicméně podle představitelů Hamásu návrh neobsahoval žádný z jejich požadavků (tj. například stažení izraelských vojsk z Pásma Gazy a plán dlouhodobého příměří).
V červenci Velká Británie a dalších 24 převážně evropských států vydaly prohlášení, ve kterém žádají okamžité zastavení války.  Izrael prohlášení odmítl. Později se k prohlášení přidaly další 4 státy včetně Slovenska. České republika se k prohlášení nepřipojila, jelikož nebyla ani oslovena. Prezident Petr Pavel oznámil, že chce s vládou řešit, z jakého důvodu se k prohlášení nepřipojila.

## Jednání Rady bezpečnosti OSN
V neděli 8. října se sešla Rada bezpečnosti OSN na uzavřeném jednání o konfliktu. Schůze skončila po 90 minutách bez konsensu a společného prohlášení.
Dne 15. října požádalo Rusko o hlasování v Radě bezpečnosti OSN o návrhu rezoluce požadující humanitární příměří. Ruský návrh rezoluce byl 16. října v hlasování zamítnut.
Ve středu 18. října USA v RB OSN vetovaly brazilský návrh rezoluce OSN odsuzující útok Hamásu na Izrael, vyzývající k humanitární pauze v útocích, aby bylo umožněno dodání humanitární pomoci civilistům, a vyzývající Izrael, aby stáhl svůj příkaz vyzývající civilisty k evakuaci severní části Pásma Gazy. Rezoluci podpořilo 12 z 15 členů RB, Spojené království a Rusko se hlasování zdržely.
Dne 20. února 2024 americká vláda vetovala návrh rezoluce Rady bezpečnosti OSN, kterou předložilo Alžírsko, požadující příměří v Gaze. USA současně předložily protinávrh rezoluce, v němž volaly po dočasném příměří a postavily se proti zahájení izraelské pozemní ofenzivy ve městě Rafah. Návrh USA ale ke konci března 2024 vetovaly Čína a Rusko, které ho nepovažovaly za dostatečný. Krok Ruska a Číny přivítalo hnutí Hamás.
Dne 25. března 2024 Rada bezpečnosti OSN poprvé od vypuknutí války přijala rezoluci vyzývající k okamžitému příměří. Rezoluci předložil Mosambik. Spojené státy americké se při hlasování zdržely. Přijetí rezoluce odsoudil Izrael, naopak Hamás ji přivítal. Izrael v reakci zrušil plánovanou diplomatickou návštěvu Washingtonu.
Dne 11. června 2024 Rada bezpečnosti OSN schválila svou první rezoluci podporující konkrétní dohodu o příměří mezi Izraelem a Hamásem. Pro návrh, který koncem května představil americký prezident Joe Biden, hlasovalo 14 z 15 členů rady (zdrželo se jen Rusko).
Dne 20. listopadu 2024 Spojené státy americké vetovaly návrh rezoluce, který by vyzval k okamžitému a bezpodmínečnému příměří v Pásmu Gazy. Ostatní členové Rady bezpečnosti návrh podpořili. Washingtonu mělo vadit, že výzva k zastavení bojů nebyla explicitně spojená s požadavkem na propuštění rukojmích držených Hamásem. Návrh předložila Guayana společně s dalšími devíti volenými členy rady.
Dne 4. června 2025 Spojené státy americké znovu vetovaly návrh rezoluce, který by vyzval k okamžitému a bezpodmínečnému příměří v Pásmu Gazy. Ostatní členské státy Rady hlasovaly pro přijetí.

## Jednání Rady pro lidská práva OSN
V dubnu 2024 Rada pro lidská práva OSN schválila rezoluci odsuzující Izrael za činy v Pásmu Gazy, které lze podle ní přirovnat k etnickým čistkám nebo za použití hladu jako způsobu boje. Rada rezolucí vyzvala k zastavení dodávek zbraní Izraeli a k okamžitému příměří. Dokument podpořilo 28 zemí, 13 se hlasování zdrželo a proti jich hlasovalo šest včetně Německa a USA.
V dubnu 2025 Rada pro lidská práva v usnesení vyjádřila politování kvůli „porušení dohody o příměří ze strany Izraele“. Rada také kritizovala „používání vyhladovění civilistů jako způsob vedení války“. Tím orgán OSN mínil zastavení dodávek mezinárodní humanitární pomoci, ke kterému Izrael přistoupil v březnu. Ze 47 členů orgánu usnesení podpořilo 27 zemí, 16 se nezúčastnilo hlasování a čtyři státy –⁠⁠ Česko, Německo, Etiopie a Severní Makedonie –⁠⁠ byly proti.

## Diplomatické vztahy Izraele

### Narušení diplomatických vztahů
Na konci října 2023 přerušila Bolívie diplomatické styky s Izraelem. Ministerstvo zahraničí uvedlo, že jde o projev „odmítnutí a odsouzení agresivní a nepřiměřené izraelské vojenské ofenzívy probíhající v Pásmu Gazy.“
Na začátku listopadu 2023 Chile a Kolumbie povolaly své velvyslance z Izraele na konzultace kvůli izraelské operaci v Pásmu Gazy. „Rozhodl jsem se povolat našeho velvyslance v Izraeli. Pokud Izrael nezastaví masakr Palestinců, nemůžeme tam být,“ uvedl kolumbijský prezident Gustavo Petro. Chilské ministerstvo zahraničí v prohlášení odsoudilo izraelské vojenské operace v Pásmu Gazy, které označilo za „kolektivní trestání“ civilního obyvatelstva. Následovalo odvolání velvyslanců v Jordánsku, Bahrajnu, Hondurasu, Turecku, Čadu, Jihoafrické republice a Belize. Turecko v květnu 2024 na protest proti postupu Izraele v Gaze a prohlubující se humanitární krizi zastavilo veškerý obchod s Izraelem. Ten měl v roce 2023 hodnotu 120 miliard korun.
V listopadu 2024 končící šéf diplomacie Evropské unie Josep Borrell navrhl členským státům EU, aby sedmadvacítka pozastavila pravidelný politický dialog s Izraelem. Důvodem měla být obvinění z porušování lidských práv a mezinárodního humanitárního práva. Politický dialog mezi EU a Izraelem upravuje tzv. asociační dohoda z roku 2000. Přezkum dohody už dříve navrhovaly Irsko a Španělsko. K pozastavení dialogu bylo potřeba schválení tohoto kroku všemi členskými státy. K tomu ale nedošlo. Proti se postavily například Česko, Maďarsko, Rakousko, Německo, Nizozemsko, Itálie či Belgie.
Izraelský ministr zahraničí Gid'on Sa'ar (Nová naděje) v polovině prosince 2024 prohlásil, že Izrael uzavře svou ambasádu v Irsku, ze které již dříve odvolal svého velvyslance. Krok zdůvodnil tím, co označil za „extrémní protiizraelskou politiku irské vlády“. Irský premiér Simon Harris izraelské rozhodnutí uzavřít v zemi zastupitelský úřad označil za „hluboce politováníhodné“ a odmítl obvinění, že je Irsko protiizraelské. Irsko v roce 2024 uznalo nezávislost Palestiny, na což Izrael reagoval právě odvoláním velvyslance. V prosinci Irsko podpořilo JAR v žalobě o páchání genocidy v Pásmu Gazy u Mezinárodního soudního dvora.
V květnu 2025 předložila nizozemská vláda novou iniciativu na přezkoumání asociační dohody Evropské unie s Izraelem. Obdobnou iniciativu již v roce 2024 neúspěšně prosazovaly Irsko, Španělsko a Slovinsko. Nizozemskou iniciativu většinově podpořilo 17 zemí EU (Nizozemsko, Belgie, Dánsko, Estonsko, Finsko, Francie, Irsko, Lucembursko, Malta, Polsko, Portugalsko, Rakousko, Rumunsko, Slovensko, Slovinsko, Španělsko a Švédsko. Zdrželo se Lotyšsko. Proti hlasovaly země Bulharsko, Česko, Chorvatsko, Itálie, Kypr, Litva, Maďarsko, Německo a Řecko. Přezkum asociační dohody podpořila i šéfka unijní diplomacie Kaja Kallasová, která po hlasování uvedla, že k přezkumu dojde. Schválení pozastavení dohody by si ovšem vyžádalo jednomyslné stanovisko všech členských států.
V červnu 2025  Spojené království, Kanada, Austrálie, Nový Zéland a Norsko zařadilo ministra financí Becal'ela Smotriče a ministra vnitřní bezpečnosti Itamara Ben Gvirem na sankční seznam. Oběma ministrům byl zakázán vstup do těchto států a jejich účty v těchto zemích byly zmrazeny. Na seznam byly zařazeni kvůli podněcování k extremistickému násilí a závažnému porušování lidských práv Palestinců.

### Rozvoj diplomatických vztahů
Nově jmenovaný ministr zahraničních věcí Izraele Gid'on Sa'ar přicestoval na první zahraniční návštěvu do Prahy. Při setkání se svým protějškem Janem Lipavským zdůraznil, že Izrael ukončí válku v Pásmu Gazy po dosažení tří cílů: „návratu unesených rukojmích, rozebrání vojenské a vládní infrastruktury teroristického hnutí Hamás a odstranění bezpečnostní hrozby pro Izrael“.
Ministr zahraničních věcí Izraele Gid'on Sa'ar přicestoval do Budapešti 23. ledna 2025, odsoudil Mezinárodní trestní soud (ICC) jako „zkorumpovaný a zpolitizovaný“ a poděkoval Maďarsku za podporu postoje k ICC.
Izraelský premiér Benjamin Netanjahu přicestoval 3. dubna 2025 do Maďarska na čtyřdenní oficiální státní návštěvu, na cestě jej provázela manželka Sara. I přes vydaný zatykač Mezinárodního trestního soudu jej Maďarsko odmítlo zatknout. Na budapešťské Univerzitě veřejné služby (Nemzeti Közszolgálati Egyetem) obdržel čestný doktorát. V Budapešti se mj. sešel s představiteli židovské komunity a navštívil památník holokaustu na dunajském nábřeží. Z maďarského hlavního města odcestoval přímo do USA.
Předseda Knesetu Amir Ochana zahájil 4. dubna 2025 návštěvu Uzbekistánu a Kazachstánu. Je to vůbec první návštěva předsedy Knesetu v těchto zemích.
Gid'on Sa'ar jednal 6. dubna 2025 v Abú Zabí s místopředsedou vlády a ministrem zahraničí Spojených arabských emirátů Abdalláhem bin Zájid Ál Nahján. Bylo to druhé setkání těchto politiků na ministerské úrovni. Spojené arabské emiráty v rámci Abrahámovských dohod udržují s Izraelem plné diplomatické vztahy od 7. října 2023.

## Žaloba Jihoafrické republiky proti Izraeli z páchání genocidy
V lednu 2024 projednal Mezinárodní soudní dvůr v Haagu žalobu Jihoafrické republiky na Izrael, ve které byl obviněn z páchání genocidy vůči Palestincům. Dne 26. ledna soud předběžným opatřením nařídil Izraeli, aby učinil veškeré kroky k zabránění genocidy a aby zlepšil humanitární situaci v Gaze. Soudkyně Joan Donoghueová navíc uvedla, že některá tvrzení Jihoafrické republiky jsou „věrohodná“. Soudkyně dodala: „Soud se domnívá, že existuje reálné a bezprostřední riziko, že než soud vydá konečné rozhodnutí, bude způsobena nenapravitelná újma na právech, která soud shledal jako hodnověrná.“ Benjamin Netanjahu podle listu The Times of Israel nařídil členům svého kabinetu, aby se zdrželi reakce na předběžné rozhodnutí soudu. On sám prohlásil, že tvrzení, že „Izrael páchá genocidu na Palestincích, je nejen nepravdivé, ale i pobuřující“.
V květnu 2024 Mezinárodní soudní dvůr v Haagu nařídil Izraeli zastavit vojenskou ofenzivu ve městě Rafah a otevřít hraniční přechod Rafah pro neomezený přísun humanitární pomoci. Izrael měl také umožnit do Pásma Gazy přístup vyšetřovacímu týmu, který by se zabýval sběrem důkazů v případu údajného páchání genocidy na Palestincích.
Postupně se k žalobě Jihoafrické republiky na Izrael připojily následující státy: Nikaragua, Kolumbie, Libye, Mexiko, Palestina, Španělsko, Turecko, Chile, Maledivy, Bolívie, Irsko, Kuba a Belize. Nikaragua v roce 2025 své oficiální stanovisko stáhla. Svůj záměr žalobu podpořit veřejně projevily Belgie, Egypt a další země.

## Uznání nezávislosti státu Palestina
Valné shromáždění OSN přijalo v květnu 2024 rezoluci, podle v níž vyzvalo Radu bezpečnosti OSN, aby uznala stát Palestina plnohodnotným členem organizace. Proti návrhu bylo devět zemí. Kromě Izraele ještě Argentina, Česko, Maďarsko, Mikronésie, Nauru, Palau, Papua Nová Guinea a USA.
V dubnu a květnu 2024 uznaly Stát Palestina čtyři karibské státy: Barbados, Jamajka, Trinidad a Tobago a Bahamy.
Dne 28. května 2024 Irsko, Norsko a Španělsko uznaly Stát Palestina. Celkový počet států, které uznávají nezávislost státu Palestina se tím zvýšil na 146. O uznání se v téže době začalo mluvit také ve Slovinsku, na Maltě a v Belgii.
Izrael se v reakci rozhodl přerušit spojení mezi španělským konzulátem v Jeruzalémě a Palestinci. Nesmí tak poskytovat služby Palestincům ze Západního břehu Jordánu. Současně povolal velvyslance z Norska a Irska.
Během června 2024 samostatnost Palestiny dále uznaly Slovinsko a Arménie.
Izraelský parlament Kneset v červenci 2024 většinou v poměru 68:9 odhlasoval vládní rezoluci odmítající vznik palestinského státu. Poslanci opoziční strany Ješ atid opozičního vůdce Jaira Lapida opustili zasedání. Proti rezoluci se tak postavili pouze zákonodárci z izraelské Strany práce, Sjednocené arabské kandidátky a Chadaš–Ta’al.
V září 2024 se ve španělském hlavním městě Madridu sešli vrcholní politici z muslimských států a evropských států podporujících Palestinu s cílem diplomaticky projednat možnosti ukončení války v Pásmu Gazy a prosazení dvoustátního řešení konfliktu. Setkání hostili španělský premiér Pedro Sánchez a ministr zahraničních věcí Jose Manuel Albares. Účastnili se šéf diplomacie Evropské unie Josep Borrell, ministři zahraničních věcí Slovinska, Norska, Palestiny, Saúdské Arábie, Jordánska, Turecka, Egypta, generální tajemníci Ligy arabských států a Organizace islámské spolupráce, a delegace Irska, Bahrajnu a Kataru. Přítomen byl rovněž zaměstnanec Rady bezpečnosti OSN. Izrael nebyl přizván, nicméně pořadatelé uvedli, že jsou připraveni zástupce Izraele pozvat, pokud budou chtít jednat o dvoustátním řešení.
Na konci října 2024 Rijád hostil první zasedání mezinárodní aliance států, které chtějí prosadit dvoustátní řešení. Zasedání se mělo účastnit téměř devadesát států a mezinárodních organizací. Za Evropskou unii se účastnil diplomat Sven Koopmans, zvláštní zástupce pro mírový proces na Blízkém východě. Spojené státy americké vyslaly diplomata Hadyho Amra, zvláštního zástupce pro Palestinu. Saúdský korunní princ Muhammad bin Salmán prohlásil, že Saúdská Arábie stojí za Palestinou a Libanonem. Postup normalizace vztahů s Izraelem podmínil uznáním nezávislého palestinského státu.
V únoru 2025 uznalo nezávislost Palestiny Mexiko.
V červenci 2025 se ve Francii konala konference OSN k tématu izraelsko-palestinského konfliktu. Výsledkem bylo společném prohlášení, ve kterém stálo: „Uznání Palestiny je zásadním krokem k dvoustátnímu řešení (palestinsko-izraelského konfliktu). Vyzýváme všechny země, které tak dosud neučinily, aby se připojily.“ Prohlášení podepsali ministři zahraničí Andorry, Austrálie, Kanady, Finska, Francie, Islandu, Irska, Lucemburska, Malty, Nového Zélandu, Norska, Portugalska, San Marina, Slovinska a Španělska.

## Otázka okupace
V červenci 2024 Mezinárodní soudní dvůr v Haagu vydal právně nezávazný posudek, že Izrael okupací východního Jeruzaléma a Západního břehu Jordánu a využíváním tamních zdrojů porušuje mezinárodní právo. Soud uvedl, že izraelská výstavba osad a související infrastruktury je projevem záměru trvalé přítomnosti na daných územích. Přítomnost Izraele označil za nelegální. Posudek nicméně Izrael k ničemu nezavazuje a Izrael ho odmítl. Podle premiéra Netanjahua Židé nejsou okupanty, protože jsou ve své vlastní zemi. Izraelská opozice rovněž označila výrok soudu za „další důkaz vnějšího vměšování“ a „kontraproduktivní“ krok pro bezpečnost regionu. Soud se případem zabýval na popud rezoluce Valného shromáždění OSN z konce prosince 2022.
V polovině září 2024 Valné shromáždění OSN většinově přijalo rezoluci navrženou Palestinou, která stanovila, že i na základě zjištění posudku Mezinárodního soudního dvora v Haagu má do jednoho roku Izrael opustit okupovaná území. Pro schválení rezoluce bylo 124 států, zdrželo se 43 a proti bylo 12. Proti byly například Česko, Izrael, Argentina, Maďarsko, Spojené státy americké, Paraguay a řada tichomořských ostrovních států. Z evropských států pro rezoluci hlasovaly například Belgie, Estonsko, Finsko, Francie, Irsko, Island, Malta, Portugalsko, Rusko, Slovinsko nebo Španělsko.
Dne 19. září přednesl zvláštní koordinátor OSN pro mírový proces na Blízkém východě Tor Wennesland na jednání Rady bezpečnosti OSN zprávu za období června až září 2024 k otázce izraelských osad na okupovaných územích Palestiny. Uvedl, že Izrael v rozporu s rezolucí Rady bezpečnosti č. 2334 (z roku 2016) aktivně pokračuje v osadnictví. Jen za sledované období čtyř měsíců Izrael schválil výstavbu více než 6000 domů na okupovaných územích Západního břehu a Východního Jeruzaléma. Současně Izrael vytvářel obstrukce pro palestinské žadatele o stavební povolení a naopak nechal zabrat nebo zdemolovat přes 300 staveb Palestinců, čímž vysídlil přes 500 lidí, včetně 247 dětí. Docházelo také k vystěhování Palestinců z Východního Jeruzaléma. Wennesland dodal, že byly zaznamenány případy 188 Palestinců, kteří opustili svůj domov z důvodu násilí a obtěžování od izraelských osadníků.
V květnu 2025 chtěla Evropská unie projednat rozšíření sankcí na radikální izraelské osadníky na Západním břehu Jordánu. Návrh ale vetovalo Maďarsko.
Koncem května 2025 izraelská armáda střílela na Západním břehu Jordánu směrem k delegaci dvou desítek zahraničních diplomatů. Ti byli na oficiální zahraniční návštěvě Dženínu, kterou koordinovali s izraelskou armádou. Itálie, Portugalsko, Francie, Kanada a Uruguay si v reakci na střelbu předvolaly izraelské velvyslance. Střelbu důrazně odsoudilo i Turecko, Irsko a Belgie či Egypt. Šéfka diplomacie Evropské unie Kaja Kallasová vyzvala izraelskou vládu, aby z incidentu vyvodila patřičné důsledky.

## Haagská skupina
V lednu 2025 vybrané země tzv. globálního jihu vytvořily Haagskou skupinu. Mezi prvními devíti zakládajícími členy byly země: Belize, Bolívie, Honduras, Chile/Kuba, Jihoafrická republika, Kolumbie, Malajsie, Namibie a Senegal. Cílem skupiny bylo prosazovat rozsudky Mezinárodního soudního dvora a Mezinárodního trestního soudu v otázce izraelsko-palestinského konfliktu. Členské státy se také dohodly, že zabrání dodávání nebo převozu zbraní, střeliva a souvisejícího vybavení Izraeli ve všech případech, kdy existuje jasné riziko, že by tyto zbraně byly použity k porušování mezinárodního humanitárního práva nebo genocidě, či k jejich usnadnění. Zakládající země oznámily, že zabrání lodím používaným k přepravě zbraní nebo vojenského paliva do Izraele kotvit v kterémkoli z jejich přístavů.
V polovině července 2025 se v Bogotě konalo první mimořádné zasedání, během kterého členské státy plánovaly dohodnout koordinované konkrétní kroky k prosazování mezinárodního práva. Zasedání se účastnily delegace ze třiceti zemí světa. Hlavní řečnicí byla Francesca Albanese, zpravodajka OSN pro lidská práva na okupovaných palestinských územích. Týden před konáním zasedání na Albenese uvalily Spojené státy americké sankce. Americký ministr zahraničí Marco Rubio to zdůvodnil tím, že Albanese podněcuje Mezinárodní trestní soud (ICC) k postupu proti americkým a izraelským činitelům a firmám.

## Český postoj

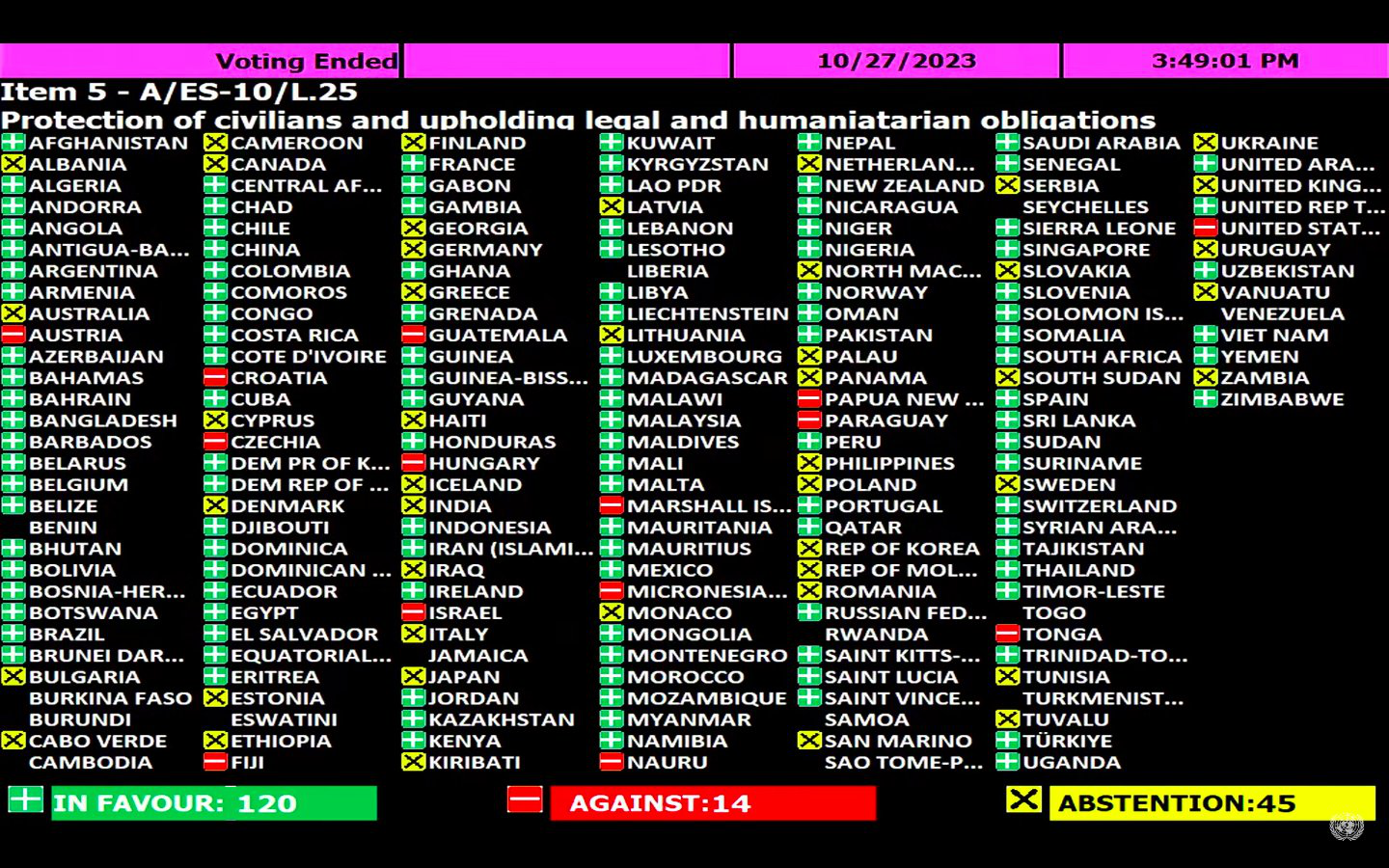
Dne 27. října 2023 bylo Česko jednou ze 14 zemí, které hlasovaly proti rezoluci OSN požadující zastavení bojů v Gaze, humanitární příměří a propuštění všech rukojmích

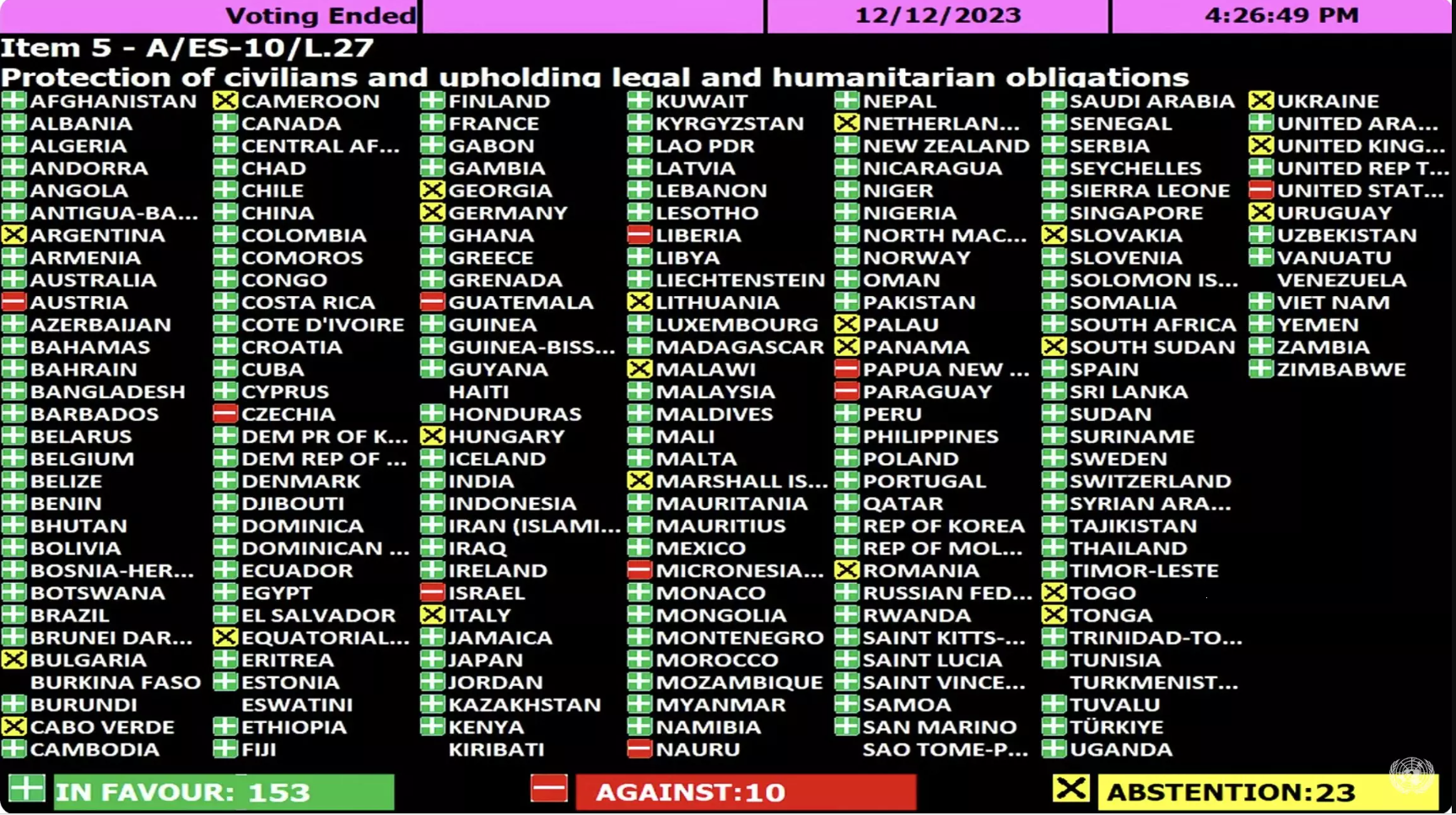
Dne 12. prosince 2023 bylo Česko jednou z 10 zemí, které hlasovaly proti rezoluci OSN požadující okamžité zastavení bojů v Gaze a bezpodmínečné propuštění všech rukojmích

Česko v konfliktu podporovalo Izrael coby svého strategického partnera. Ředitel odboru Blízkého východu a severní Afriky Ministerstva zahraničních věcí Petr Hladík uvedl, že postoj české diplomacie vycházel z následujících konstatování: 1) válku rozpoutal Hamás svým teroristickým činem ze 7. října 2023 s vědomím možných dopadů, 2) Hamás zneužíval mezinárodní humanitární právo, protože v průběhu vedení operací využíval civilní obyvatele Pásma Gazy jako lidské štíty a využíval civilní objekty, 3) Hamás nesl primární odpovědnost za utrpení civilistů v Gaze, 4) Česko důvěřuje Izraeli, že se snaží dělat maximum pro to, aby počet civilních obětí byl co nejmenší, 5) Hamás nereprezentuje Palestince, ty reprezentuje Palestinská národní správa, kterou Česko považuje za partnera.
Premiér Petr Fiala (ODS) ve shodě s českou diplomacií uvedl, že Česko neuznává Stát Palestina, protože nesplňuje podmínky statusu státu (podle české diplomacie není jasná suverenita, není jasné politické vedení ani mezinárodně uznané vymezené území). Fiala i prezident Petr Pavel uvedli, že ale Česko podporuje koncepci dvoustátního řešení konfliktu – izraelského a budoucího palestinského státu.
V hlasováních Valného shromáždění OSN o příměří konaných v roce 2023 hlasoval zástupce Česka vždy na straně Izraele, tedy proti. Česko také v květnu 2024 hlasovalo proti návrhu přijetí státu Palestina za stálého člena OSN. 
Po hlasování Valného shromáždění OSN z října 2023 vyzvala česká ministryně obrany Jana Černochová (ODS) k vystoupení České republiky z OSN. Podle Černochové nemá Česko „v organizaci, která fandí teroristům a nerespektuje základní právo na sebeobranu, co pohledávat.“

Dne 10. května 2024 bylo Česko jednou z 9 zemí, které hlasovaly proti rezoluci Valného shromáždění OSN navrhující rozšíření statusu Palestiny na stálého člena OSN

Dne 15. ledna 2024 přiletěl do Izraele český prezident Petr Pavel, aby se setkal s představiteli státu a vyjádřil jim podporu v boji s Hamásem. Po setkání s prezidentem Herzogem a premiérem Netanjahuem Pavel prohlásil, že hnutí Hamás si bere palestinské civilisty jako „živé štíty“ a „ten, kdo nese hlavní vinu za civilní oběti, není izraelská armáda, ale Hamás sám.“ Podle zahraničněpolitického analytika Břetislava Turečka „Petr Pavel příjemně překvapil. Jako první český politik totiž poprvé od teroristického útoku zcela otevřeně promluvil i o zájmech Palestinců, o utrpení, kterým procházejí v Gaze.“ Tureček připomněl předchozí návštěvu předsedkyně Sněmovny Markéty Pekarové Adamové (TOP 09) v Izraeli, která „zmínila podporu Izraeli, ale ani jedním slovem se nezmínila o Palestincích.“
V únoru 2024 Česko podpořilo výzvu Evropské unie k okamžité humanitární pauze v Pásmu Gazy, která by vedla k „udržitelnému příměří“.
Poté, co v květnu žalobce Mezinárodního trestního soudu (ICC) Karim Khan požádal o vydání zatykače na představitele Hamásu, ale také na dva členy izraelské vlády, včetně premiéra Netanjahua, tuto žádost odsoudil český premiér Petr Fiala (ODS), ačkoliv Česko je členem ICC. Fialův poradce Tomáš Pojar (ODS) uvedl, že i v případě vydání zatykače by Česko Netanjahua nevydalo, čímž by porušilo svůj závazek v ICC, navíc zmínil možnost protestního odchodu z ICC. Smysl existence a postup ICC po oznámení kroku prokurátora Khana začal zpochybňovat také předseda poslaneckého klubu ODS Marek Benda (ODS). Rozhodnutí prokurátora odsoudil také poslanec Ondřej Kolář (TOP 09), který ale přiznal, že se s odůvodněním prokurátorovy žádosti neseznámil. Za „nešťastnou“ považoval žádost o zatykač na dva izraelské politiky také ministr pro vědu a výzkum Marek Ženíšek (TOP 09). Postoj předních politiků ODS a TOP 09 ale kritizoval europoslanec Mikuláš Peksa (Piráti), který se „děsil“ relativizace mezinárodího práva a právních institucí. Za respektování mezinárodního práva se postavil také vicepremiér Ivan Bartoš (Piráti) a ministr zahraničí Jan Lipavský (Piráti).
V květnu 2024 se prezident Petr Pavel účastnil diplomatické mise v Jordánsku. Pavel navštívil v Jordánsku dvě nemocnice, v jedné z nich se setkal s českými oftalmology z pražské Ústřední vojenské nemocnice, kteří v zemi působí v rámci zdravotnického programu MEDEVAC. Petr Pavel také předal Jordánsku humanitární pomoc pro Palestince v Pásmu a Gazy a uvedl, že Česko by se mělo připojit k těm, kdo usilují o co nejdřívější zastavení konfliktu v Gaze, je potřeba nalézt dlouhodobé řešení mezi Izraelci a Palestinci.
V červnu 2024 se české ministerstvo zahraničních věc připojilo k prohlášení více než 90 zemí OSN na podporu Mezinárodního trestního soudu (ICC). Státy se v prohlášení stavěly proti politickému vměšování a nátlaku na soud.
V říjnu 2024 česká diplomacie zablokovala s Maďarskem společnou deklaraci států EU odsuzující izraelský zákon namířený proti Úřadu OSN pro palestinské uprchlíky na Blízkém východě (UNRWA). Zákon má zakázat činnost UNRWA na území Izraele a Izraelem okupovaných území Palestiny. Deklaraci následně vydal ze své funkce šéf diplomacie EU Josep Borrell.
Poté, co Mezinárodní trestní soud v listopadu 2024 vydal zatykače na premiéra Benjamina Netanjahua a bývalého ministra obrany Jo'ava Galanta, čeští politici, kteří dlouhodobě hájili Izrael ho znovu podpořili. O zdiskreditování soudu hovořili Jana Černochová (ODS) nebo Tomáš Pojar (ODS). Emotivnější reakci projevili Alexandr Vondra (ODS), Veronika Vrecionová (ODS) nebo Jan Bartošek (KDU-ČSL), kteří mluvili o „pomátnutí soudu“, „nepřijatelnosti“ takového rozhodnutí nebo „legalizaci antisemitismu“. Poradce prezidenta pro zahraniční politiku Petr Kolář radil, aby Česko vydání zatykačů ignorovalo. Naopak mluvčí Ministerstva zahraničních věcí uvedl, že Česko bude dodržovat mezinárodněprávní závazky a že toto nelze změnit politickými rozhodnutími.
Dne 28. listopadu 2024 na své první zahraniční cestě navštívil Česko ministr zahraničních věcí Izraele Gid'on Sa'ar (Nová naděje). Během svého programu se sešel s českým ministrem zahraničních věcí Janem Lipavským a předsedou Senátu Milošem Vystrčilem (ODS). Lipavský uvedl, že česká diplomacie bude nadále trvat na okamžitém propuštění rukojmích unesených Hamásem při každém hlasování o souvisejících rezolucích. Současně dodal, že Česko podporuje dvoustátní řešení konfliktu, ale vyjednané mezi Izraelem a Palestinou. Vystrčil uvedl, že Česko nadále podporuje izraelské právo na obranu proti teroristickým útokům jeho protivníků, obecně ale i dodržování mezinárodního práva v blízkovýchodním konfliktu.
Dne 26. února 2025 jednal ministr zahraničí Lipavský v Jeruzalémě s izraelským premiérem Benjaminem Netanjahuem, přestože se jedná o osobu stíhanou Mezinárodním trestním soudem v Haagu za válečné zločiny spáchané v Pásmu Gazy. Lipavský vyjádřil podporu Izraeli. Český novinář a analytik Břetislav Tureček kritizoval v rozhovoru pro Český rozhlas setkání Lipavského s Netanjahuem i mlčení české vlády k zastavení dodávek humanitární pomoci a elektřiny během izraelské blokády Pásma Gazy. Poté, co Izrael v březnu 2025 ukončil příměří trvající od 19. ledna a obnovil letecké útoky na Pásmo Gazy, český premiér Petr Fiala prohlásil, že „dokud budou v Gaze vládnout teroristé, mír tam nebude.“
V květnu 2025 prezident Petr Pavel uvedl, že humanitární situace v Pásmu Gazy se stává neudržitelnou a vyžaduje urgentní řešení. Česko podle něj má oddělit obecnou podporu Izraele od podpory některých kroků vlády premiéra Benjamina Netanjahua. Znovu zopakoval, že jediným mírovým řešením je dvoustátní řešení. Pavlovo prohlášení přispělo k pozvolnému otáčení diskurzu v Česku. Přidávali se další osobnosti, jako například vládní zmocněnkyně pro lidská práva Klára Šimáčková Laurenčíková, která například na Twitteru napsala: „Benjamin Netanjahu se dopouští zločinu proti lidskosti. Špičky evropské a globální diplomacie musí akcelerovat své úsilí k zastavení genocidy, jež je na lidech v Pásmu Gazy páchána.“ Kritický k porušování mezinárodního a humanitárního práva Izraelem, ale také k české zahraniční politice nekriticky navazané na Izrael, byl senátor a předseda senátního Výboru pro zahraniční věci, obranu a bezpečnost Pavel Fischer (nestraník za TOP 09). Bývalý ministr zahraničních věcí Lubomír Zaorálek (Socdem) se přidal ke kritice zahraniční politiky Česka a ministra Jana Lipavského. Kritizoval také zaujatost českých médií, zejména České televize.